# Börge Hellström
Börge Lennart Hellström, född 25 september 1957, död 17 februari 2017 i Gustavsberg, var en svensk författare och del av författarsamarbetet Roslund & Hellström. Hellström var en av initiativtagarna till Kriminellas revansch i samhället (KRIS). Före den framgångsrika karriären som författare var han kriminell. Han var bosatt i Värmdö kommun.